# Assalé-Kouassikro
Pour les articles homonymes, voir Assalé.
Assalé-Kouassikro  est une localité de l'est de la Côte d'Ivoire, et appartenant à la Sous-préfecture de Krégbé dans le  département d'Arrah, Région du Moronou.
La localité d'Assalé-Kouassikro est un chef-lieu de commune.